# قرنفل الشاعر
قرنفل الشاعر أو ويليام الحلو (بالإنجليزية: Sweet William) (الاسم العلمي: Dianthus barbatus) هو نوع من النباتات المزهرة من الفصيلة القرنفلية، موطنه جنوب أوروبا وأجزاء من آسيا. وهو نبات عشبي معمر ينمو من 13 إلى 92 سم، يجذب النحل والطيور والفراشات.

## معرض الصور

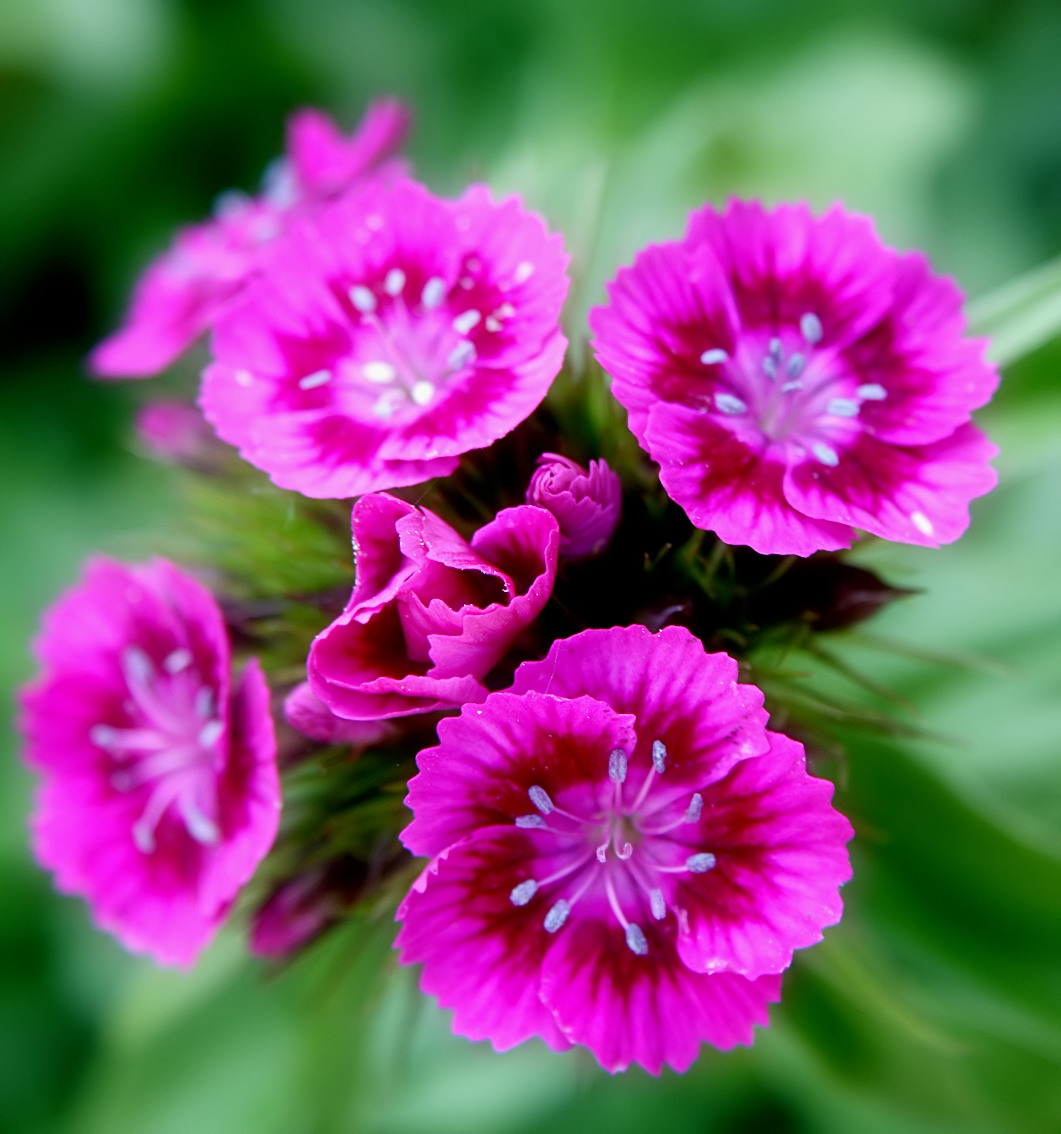
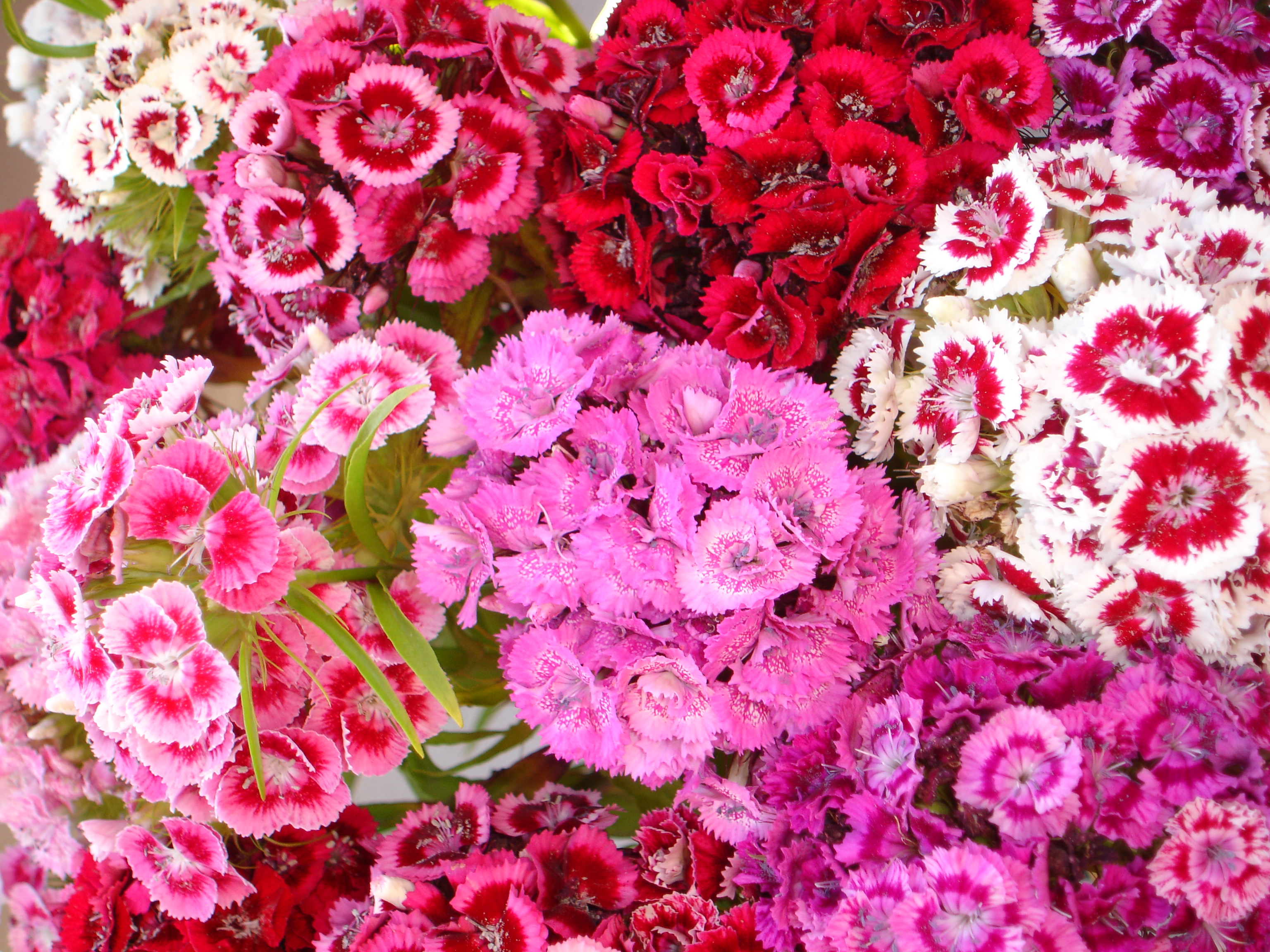
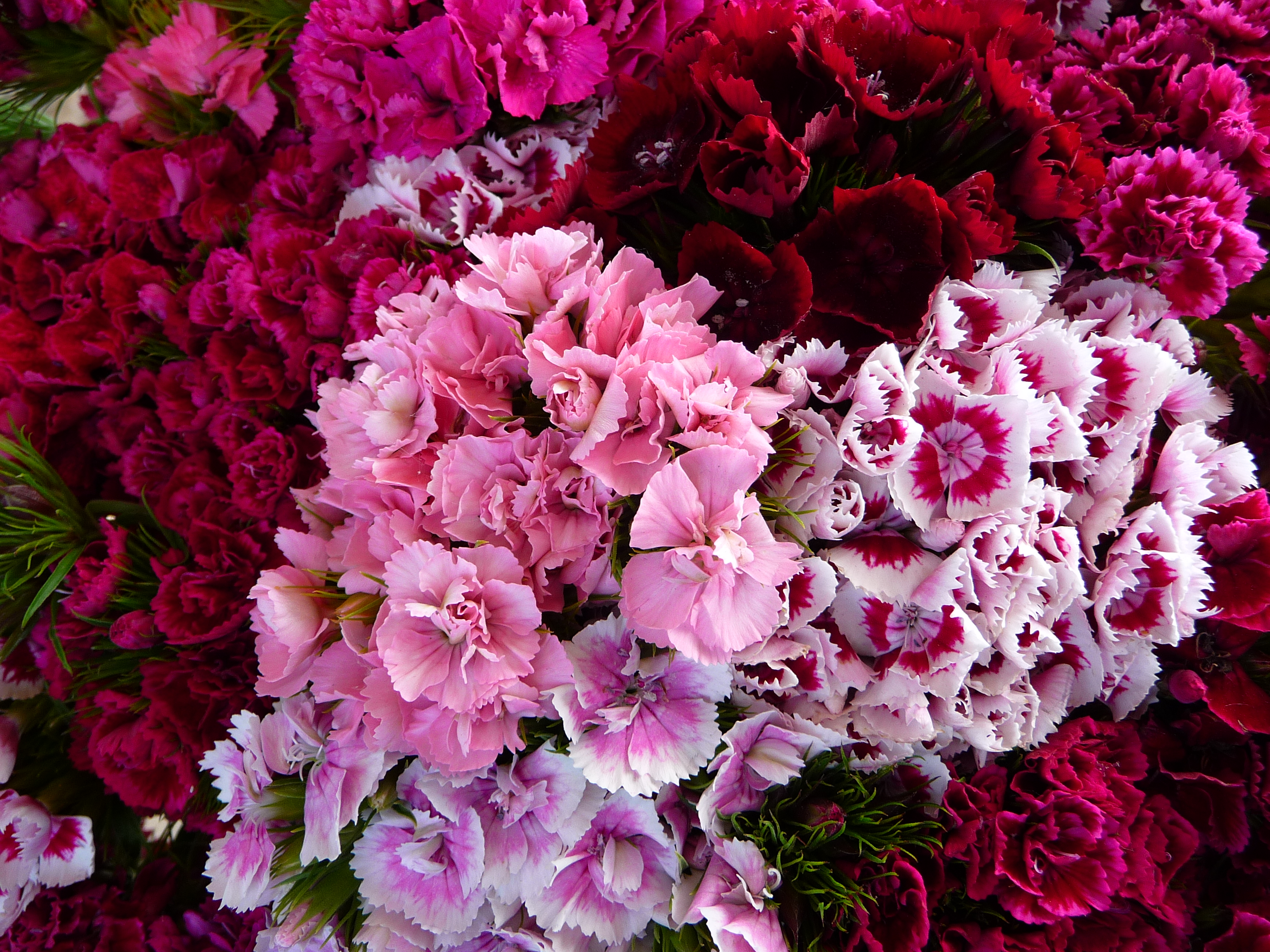
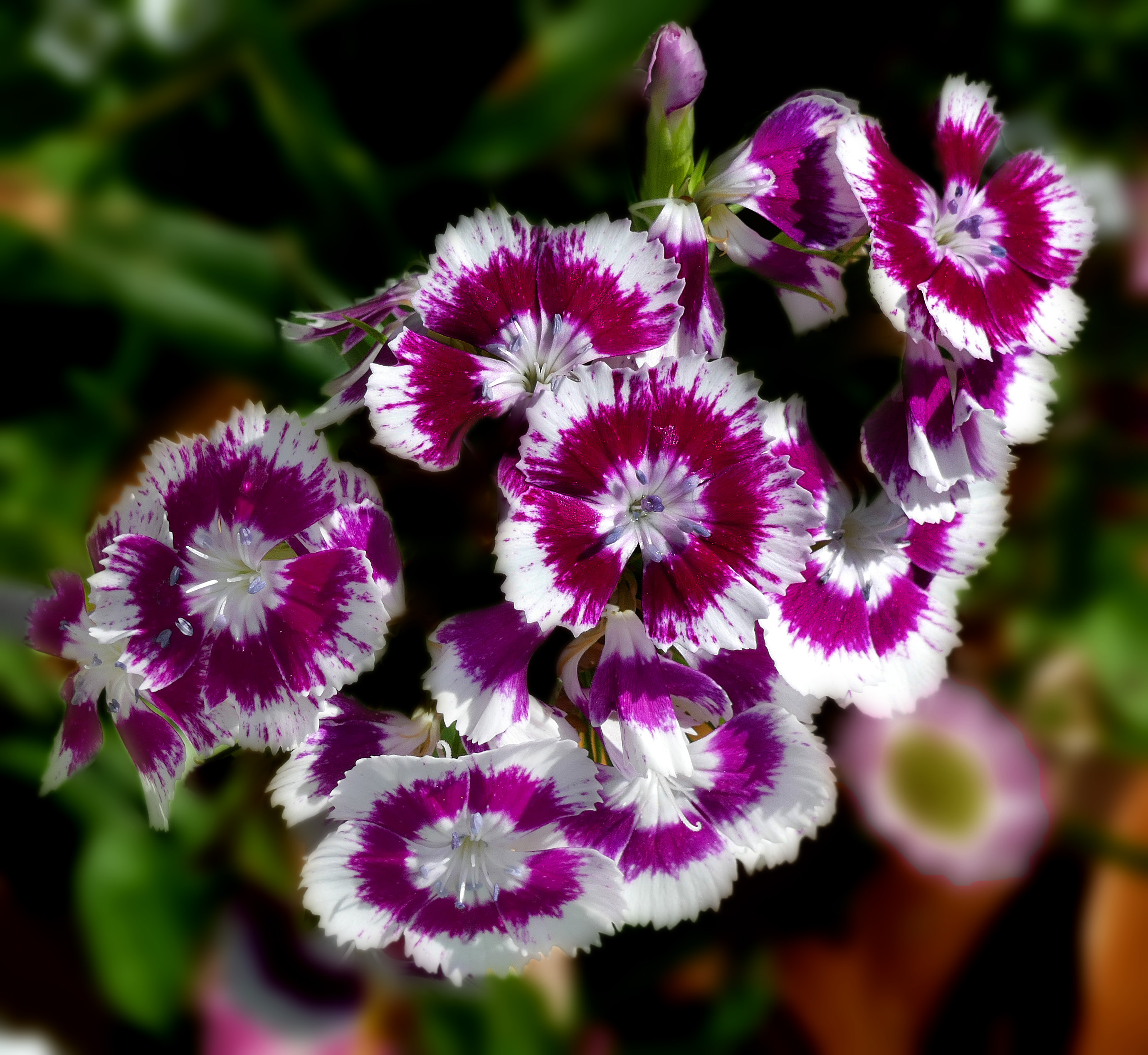
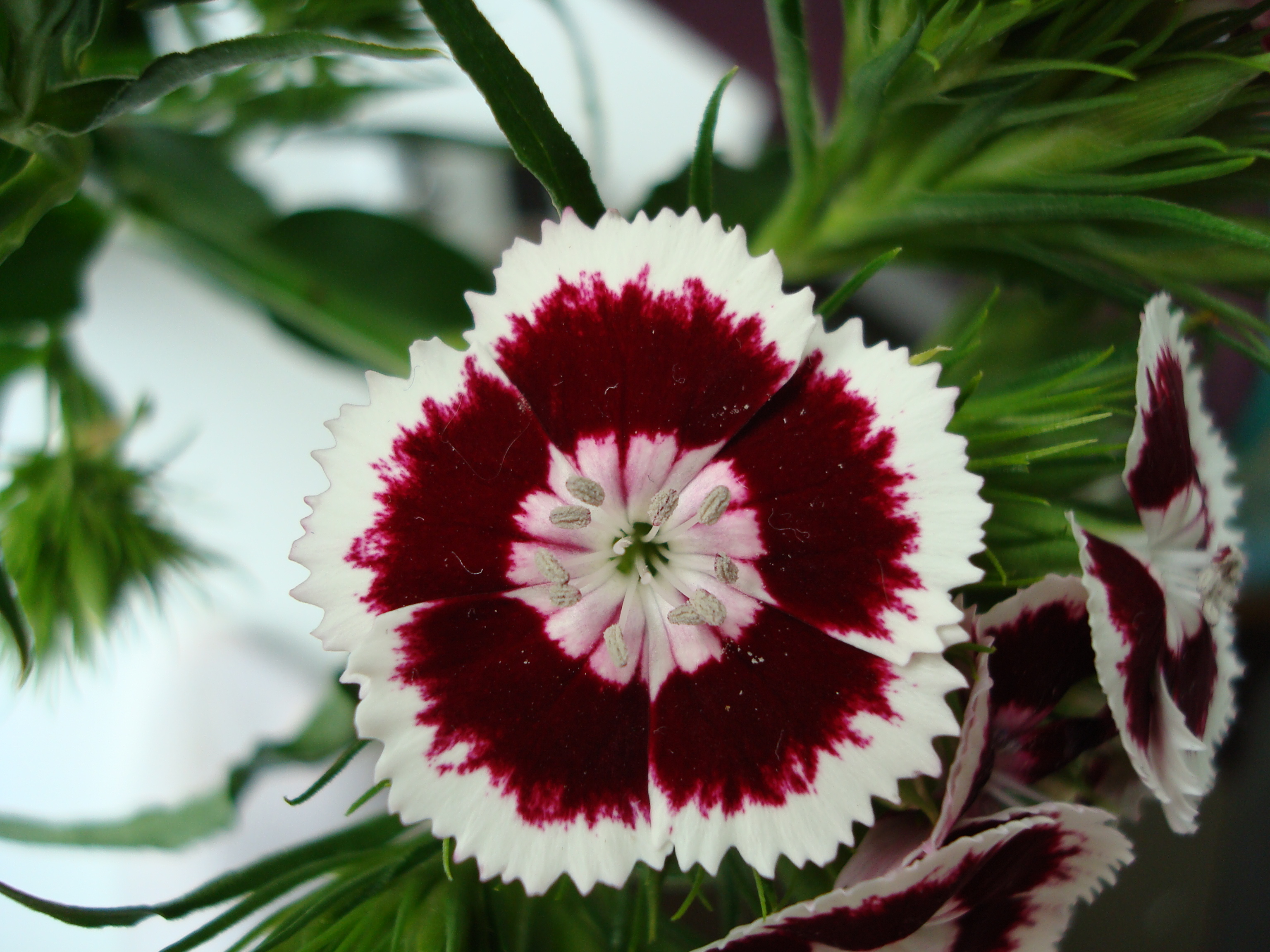
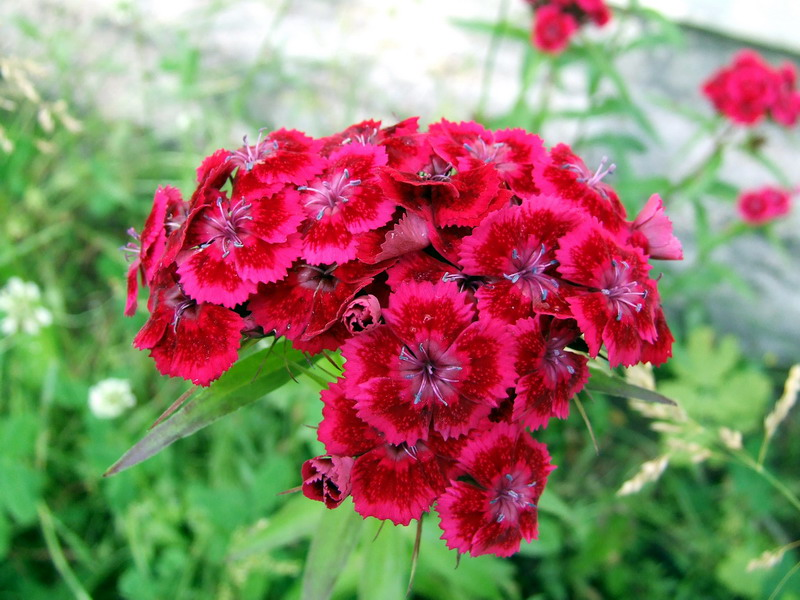
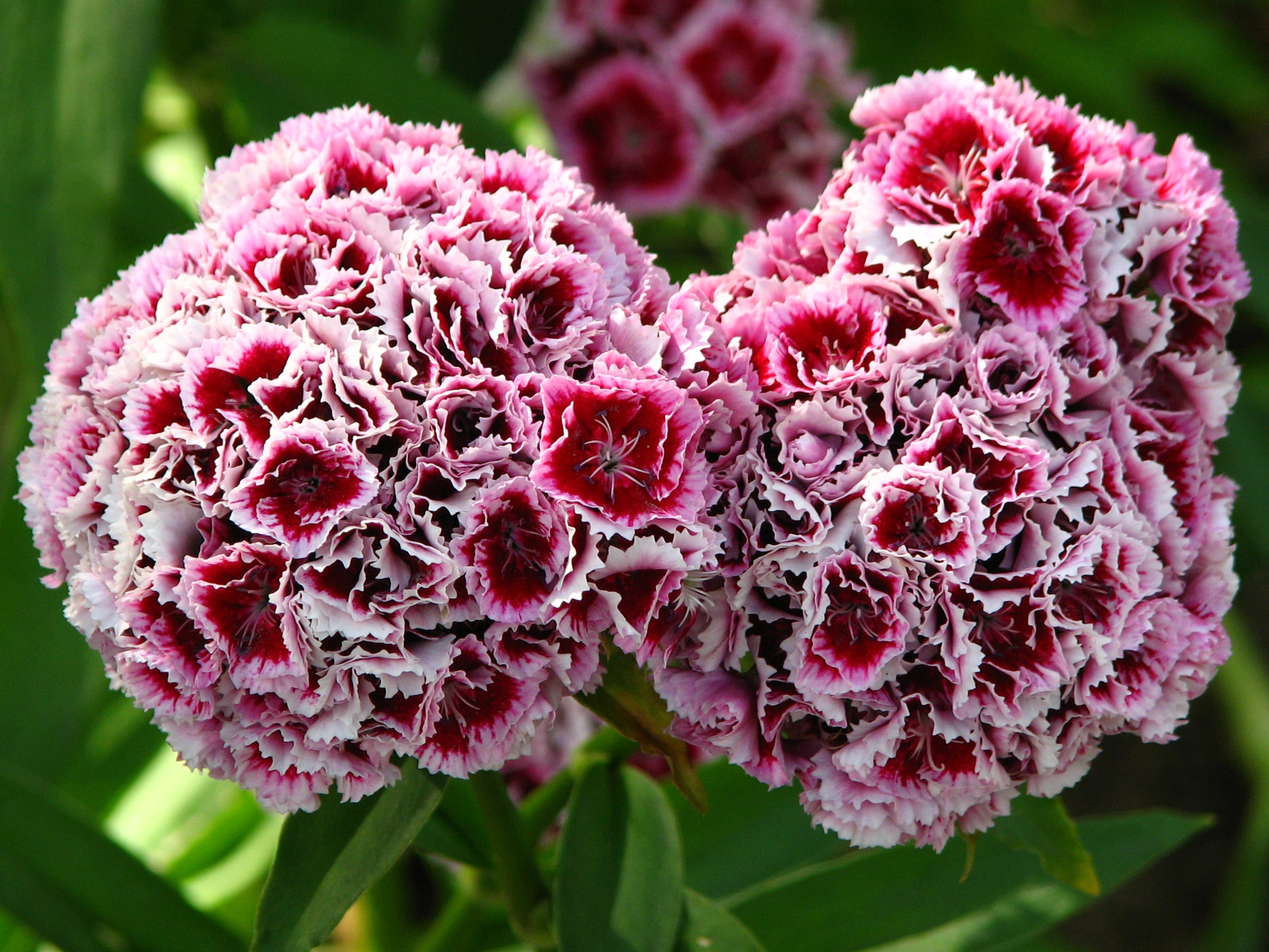
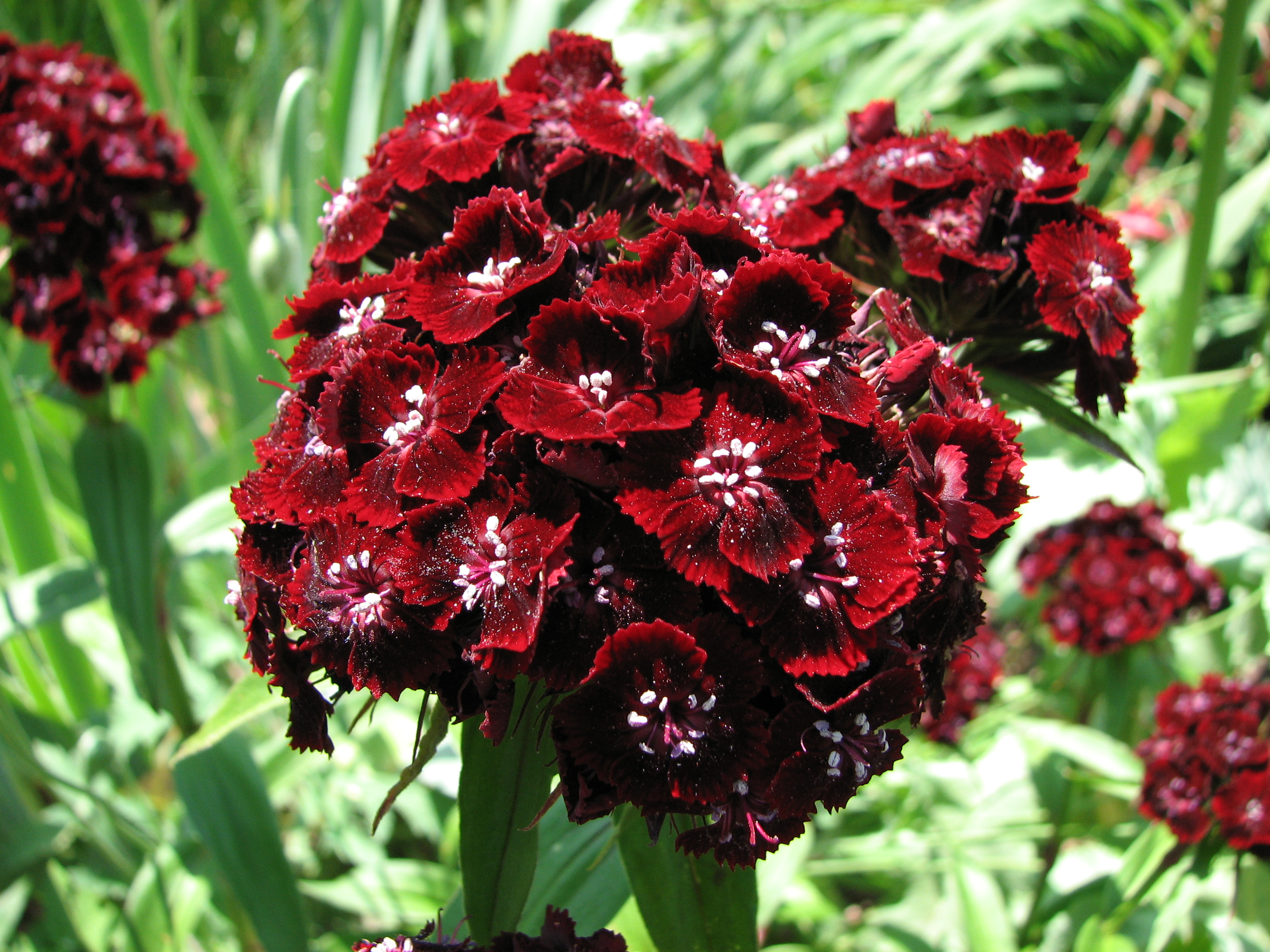
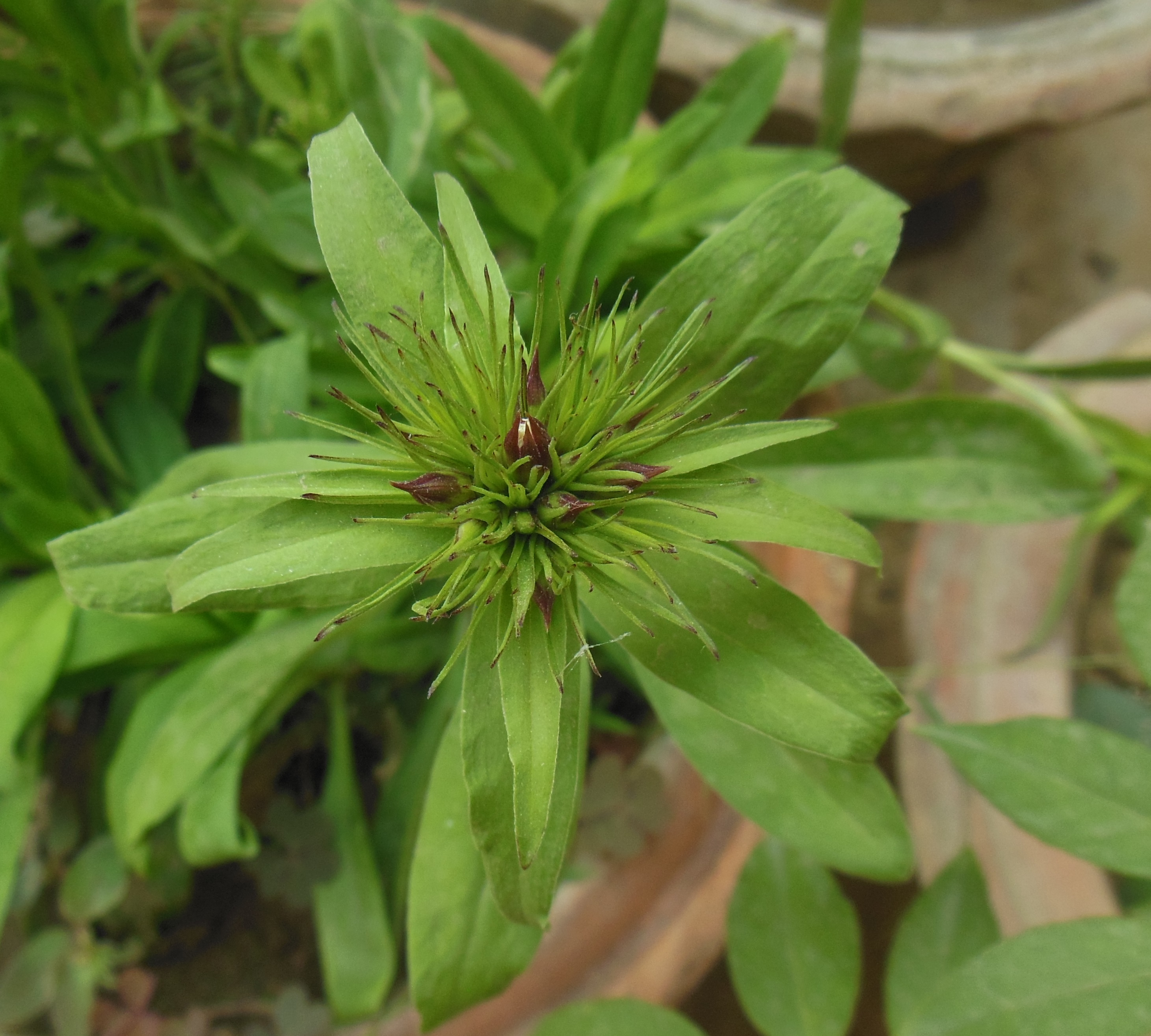
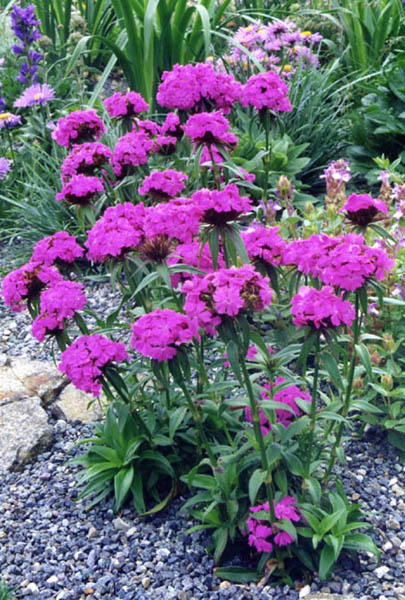
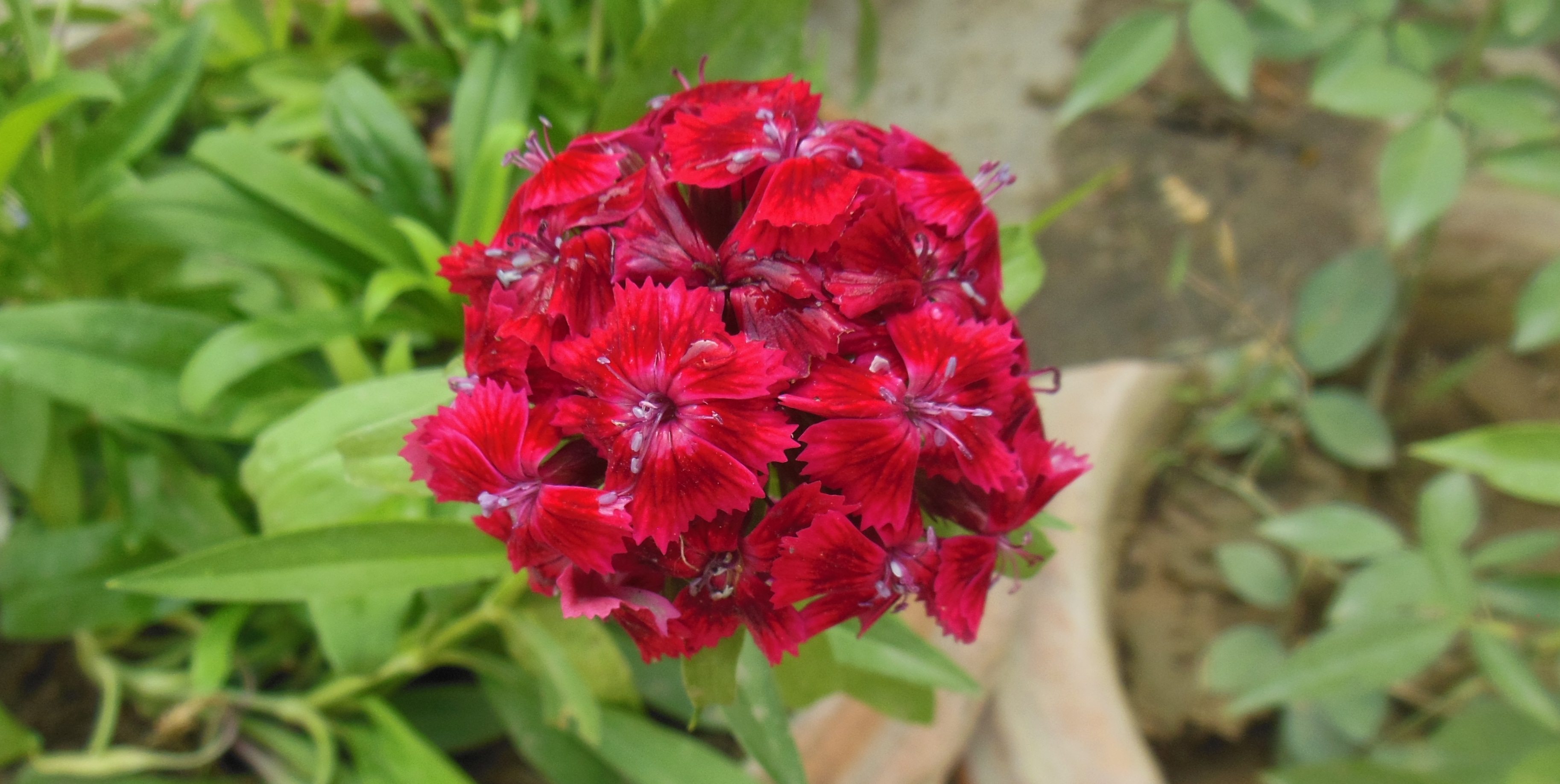
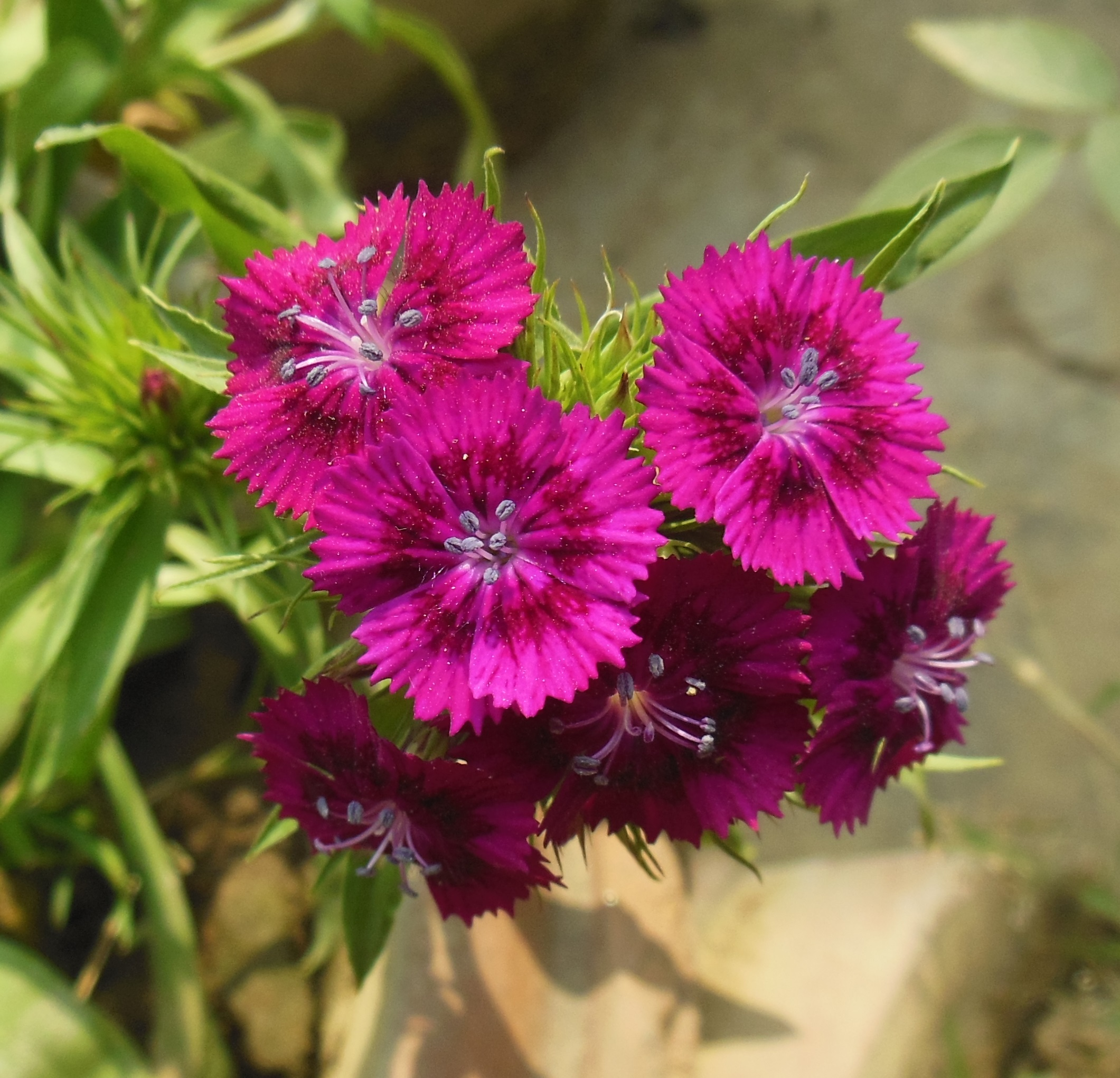
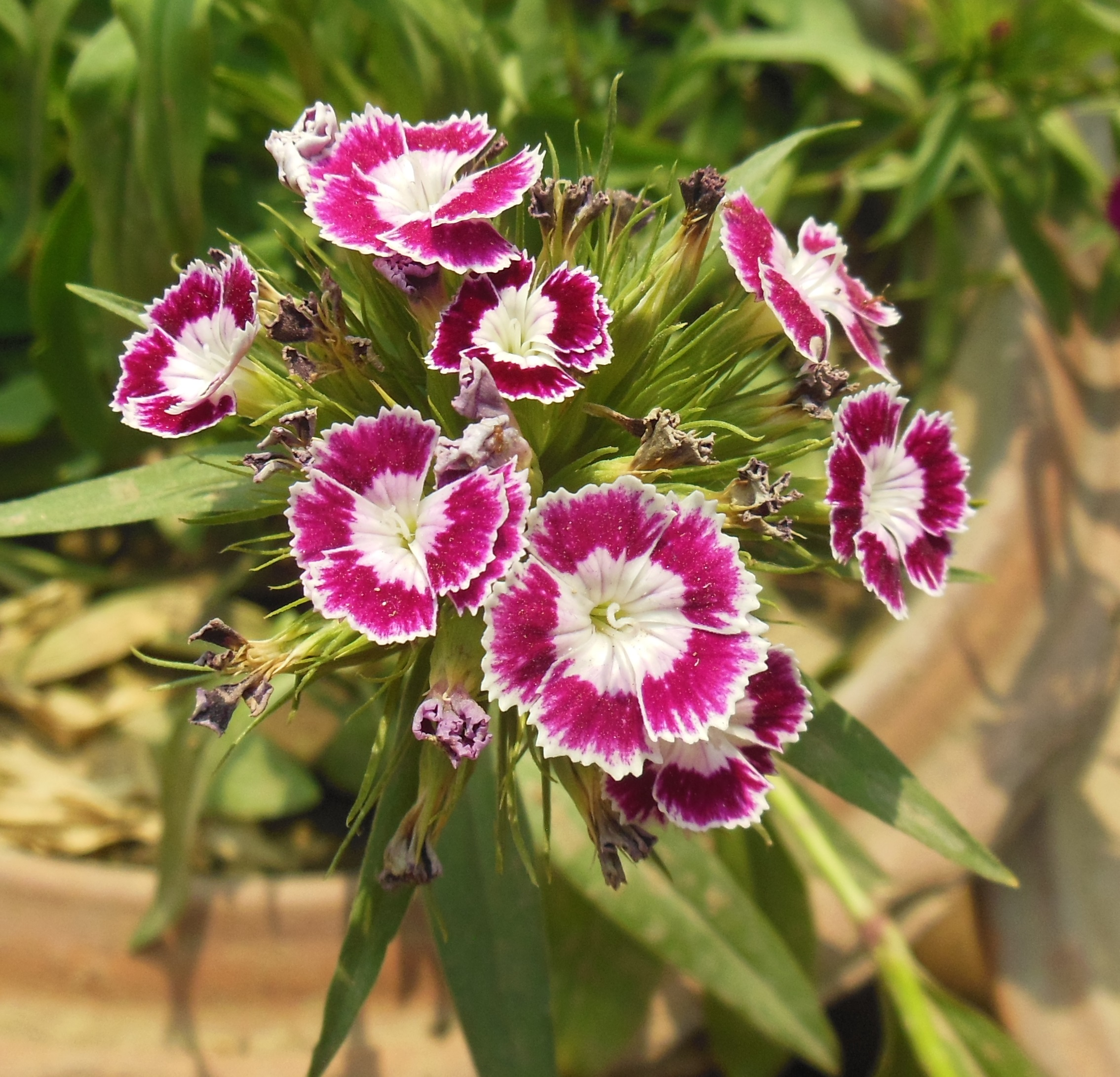
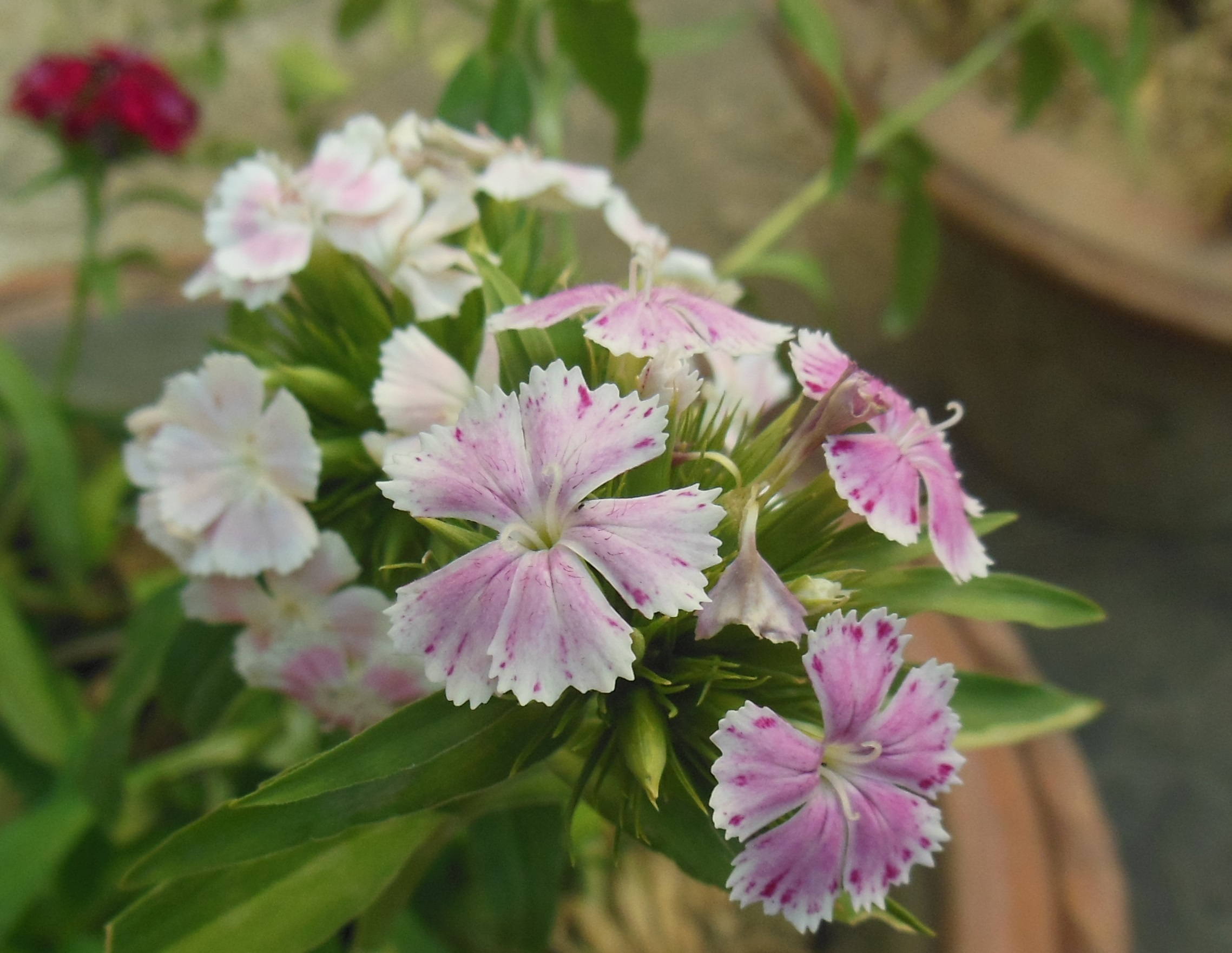